# 宋太傅张世杰墓
张世杰墓，位于中国广东省珠海市斗门区黄杨山，为珠海市的一个市、县级文物保护单位，类型为古墓葬，公布时间为1994年8月23日
宋太傅张世杰墓，位于中国广东省阳江市海陵区东平岛平章力岸村，为阳江市阳东县的一个市、县级文物保护单位，类型为古墓葬，公布时间为1986年4月。
宋太傅张世杰墓的历史年代为明代。

目前张世杰墓有两个，一个是珠海张世杰墓，一个是阳江海陵岛张世杰墓。